# L'isola della vendetta (film 2001)
L'isola della vendetta è un film televisivo del 2001 diretto da Robert Sigl.
È il sequel del film Schrei - denn ich werde dich töten! (1999).

## Distribuzione
Dopo la prima trasmissione sull'emittente RTL il 28 febbraio 2001, il film è stato distribuito in DVD col titolo School's Out 2 – Die Insel der Angst. È stata rilasciata anche un'edizione in 2 DVD contenente sia questo che il precedente film della serie.